# Vicente Mariner Gimeno

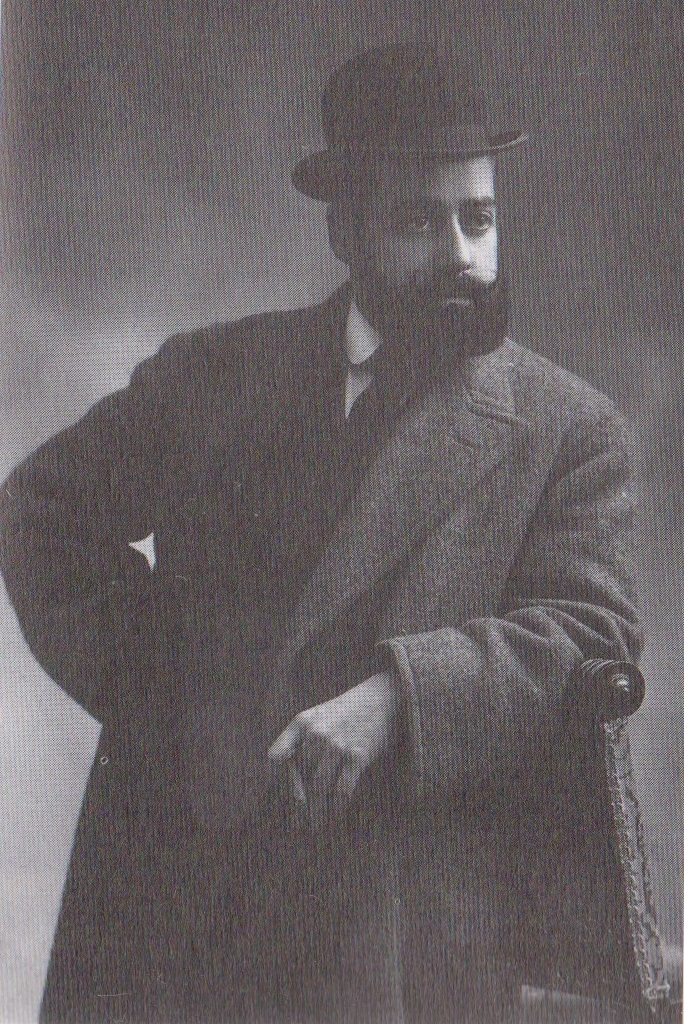
Vicente Mariner Gimeno

Vicente Mariner Gimeno (Nules, 19 de junio de 1883-Moncada y Reixach, 14 de diciembre de 1936) fue un empresario español, director del Banco Catalán Hipotecario.

## Biografía
Vicente Mariner procedía de Nules (Castellón), aunque vivió gran parte de su vida en Barcelona. Fue apoderado y director del Banco Catalán Hipotecario, conocido popularmente como "el banco de los carlistas" porque todos sus directivos lo eran, entre ellos Miguel Junyent, presidente, y Mariano Bordas, vicepresidente. Algunos meses antes de estallar la Guerra Civil Española, Mauricio de Sivatte, dirigente de la Comunión Tradicionalista en Barcelona, ofreció a Mariner la presidencia del Círculo Carlista Central de la ciudad, cargo que declinó por la responsabilidad que comportaba.
Iniciada la contienda, varias personas recomendaron a Mariner que se escondiese, pero se negó a ello por temor a posibles represalias contra su familia. Posteriormente quiso refugiarse en su localidad natal tras recibir diversas amenazas, pero no pudo hacerlo por haber sido requisada su casa. Fue apresado y llevado a la checa de San Elías. La madrugada del 14 de diciembre fue llevado al cementerio de Moncada y Reixach y fusilado por milicianos sin juicio previo.